# مانوئل د گمار
 مانوئل د گمار (انگلیسی: Manuel de Gomar؛ زاده ۲۹ سپتامبر ۱۸۹۷ درگذشته ) یک تنیس‌باز اهل اسپانیا بود. 